# Жіноча гімназія Самойловської
Жіно́ча гімна́зія Самойло́вської — будинок в Черкасах, збудований на початку XX століття як гімназія.

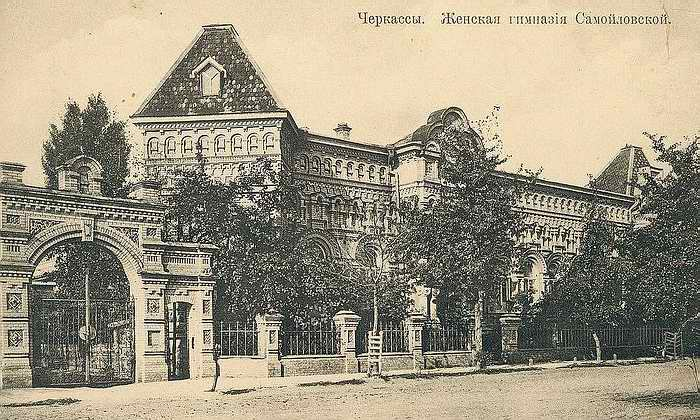
Старе фото гімназії

До революції в Черкасах було 3 жіночих гімназії, для дітей знатних людей діяла казенна жіноча. Виховання в ній було класичним, навчання аристократичне. 1904 рок була утворена приватна гімназія Самойловської, яка спочатку була по вулиці Поліцейській (сучасній Байди Вишневецького; зараз тут знаходиться житловий будинок і кафе «Ярославна»). Вона була повністю протилежна за навчанням казенній, де дівчат навчали праці і вихованості. Зібравши кошти шляхом пожертвування меценатів та додавши свої, А. В. Самойловська замовила проект нового приміщення. Воно було збудовано протягом 2 років (1910—1912) по вулиці Миколаївській (сучасній Хрещатик). Відкриття закладу було приурочене до 300-річчя Дому Романових.

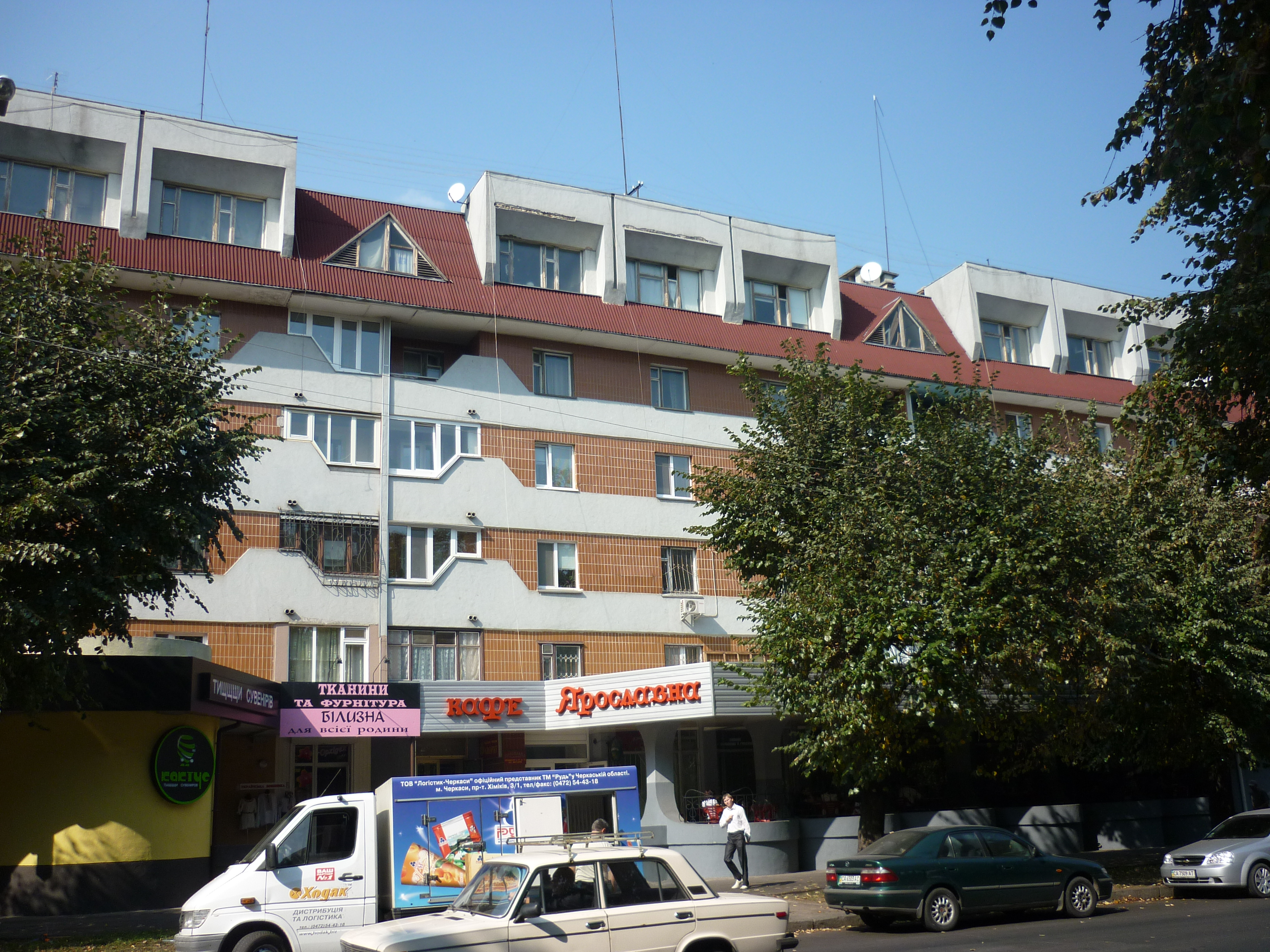
Кафе «Ярославна»

Будинок гімназії був справжнім архітектурним шедевром. Це була півтораповерхова цегляна споруда, її композиція мала центральний та 2 бічних блоки. У центральному знаходилось фоє з басейном та фонтанами, вчительська, класні кімнати, у бічних — лише класи. Приміщення гімназії було розраховане на 400 учениць. Будівля була збудована в стилі історизму з використанням традицій українського зодчества. Центральна частина була увінчана фігурним пластичним фронтоном, який доповнювало ліплення, бічні корпуси мали великі трикутні декоративні башти. Чудово виглядали на фасаді підвісні карнизи та аркада високих вікон.
Навколо гімназії була зведена мурована огорожа. Вона мала вигляд цегляних стовпчиків з вмонтованими кованими металевими ґратами, які виготовили на місцевому чавуно-ливарному заводі Каурова. У 1914 році голова педагогічної ради писав так про гімназію:
|  | Будинок витіюватої, химерної, величавої архітектури побудований, за відгуком експертів, монументально міцно. |

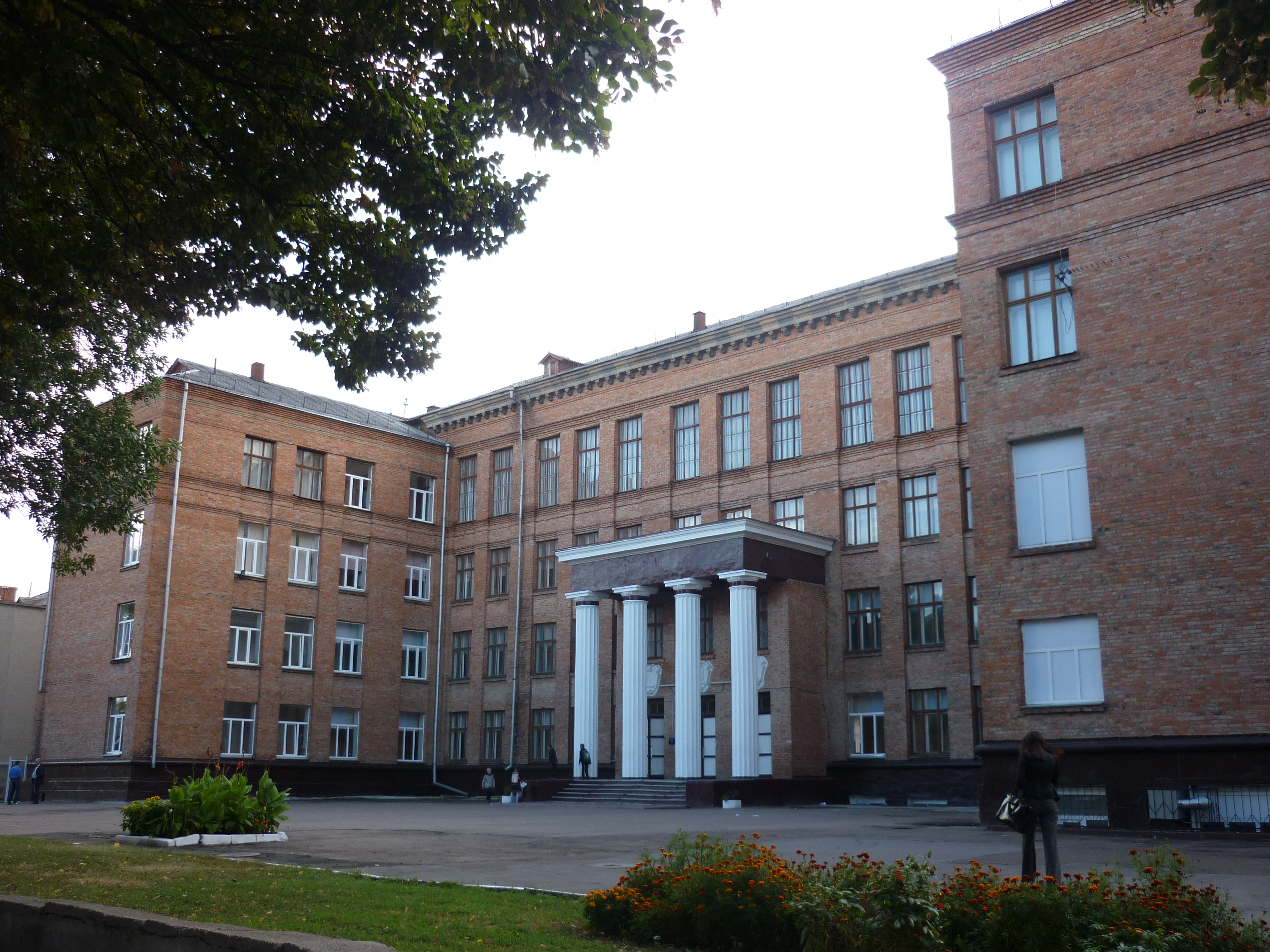
Сучасна школа № 17 («старий корпус») на місці зруйнованої гімназії

У навчальному закладі працювали відомі педагоги міста — М.Рождественський, О. І. Абрамович, В. Я. Панасович, С. О. Лошкарьова, А. М. Десницька та інші. На прапорі гімназії був написаний девіз — «Праця, праця і праця!». Навчальний заклад працював в основному з нахилом на педагогіку, готував вчителів молодших класів, окрім того тут навчались кулінарії, догляду за дітьми, ручній праці, музиці, танцям. Освіта була платною, лише декілька мали змогу навчатись безкоштовно. Багато випускниць пішли працювати і в села.
Після Жовтневої революції в будівлі гімназії знаходилась Друга трудова школа, в якій навчався Герой Радянського Союзу Якубовський Ізраїль Семенович. Під час відступу радянських військ в серпні 1941 року приміщення гімназії було зруйноване снарядами, а під час звільнення Черкас ще й горіло. В такому стані будівля простояла до 1955 року, а у жовтні почались роботи по відбудові закладу. Відкриття нової школи на місці старої гімназії пройшло 1 вересня 1957 року.